# 土族跳棋
土族跳棋，土族語音譯為罕躍，意思是帝王走、首领走、圍帝王，是流傳於土族的四到二人跳棋棋類，規則類似蒙古跳棋的翻連兒。

## 棋具

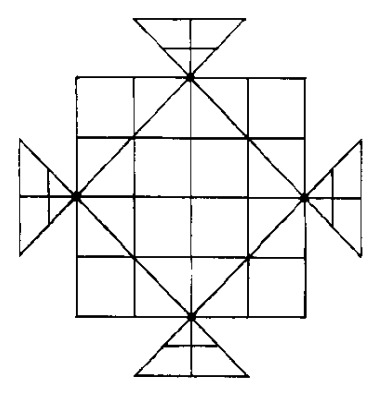
土家族跳棋

- 棋盤為五橫五豎的橫縱線交叉，四個棋邊中點再以斜向相連成一個菱形。四邊兩側中點分別添上一個內有十字的三角形。全部共四十九個棋點。

- 以顏色區分敵我，每方棋子數十八枚。

## 規則
棋子皆放在棋點上。每方九枚棋子放在除角以外的己側底邊與三角形內，另外九枚先置於一旁。
- 任何棋子皆須需棋盤上的斜縱橫線移動。

- 每回合玩家選以下二種行動之一：
  - 跳翻：己棋跳過一枚鄰點的敵棋落到同方向的緊連空點，然後把被跳過的敵棋移出棋盤，可連跳吃，跳完後將被跳過的敵棋換成己棋。
  - 鄰移：移動一己子一格到空鄰棋點。

- 消滅或以吃敵棋多者獲勝[2]。